# Лауреати Національної премії України імені Бориса Патона (2024)
Національна премія України імені Бориса Патона — лауреати 2024 року.
22 листопада 2024 року Президент України Володимир Зеленський підписав указ № 780/2024 про присудження Національної премії України імені Бориса Патона 2024 року 8 відкритим роботам.
На 2024 рік розмір премії склав 400 000 гривень кожному колективу авторів.

## Лауреати Національної премії України імені Бориса Патона 2024 року (відкриті роботи)
| Премійована робота | Лауреати                             | Коротко про лауреата |
| --- | ------------------------------------ | --- |
| за роботу «Створення модельного ряду спеціалізованих броньованих машин»                                                            | Драгобецький Володимир Вячеславович  | доктор технічних наук, завідувач кафедри Кременчуцького національного університету імені Михайла Остроградського                                                                                          |
| за роботу «Створення модельного ряду спеціалізованих броньованих машин»                                                            | Труніна Ірина Михайлівна             | доктор економічних наук, завідувач кафедри Кременчуцького національного університету імені Михайла Остроградського                                                                                        |
| за роботу «Створення модельного ряду спеціалізованих броньованих машин»                                                            | Шаповал Олександр Олександрович      | доктор технічних наук, професор Кременчуцького національного університету імені Михайла Остроградського                                                                                                   |
| за роботу «Створення модельного ряду спеціалізованих броньованих машин»                                                            | Гайворонський Олександр Анатолійович | доктор технічних наук, завідувач відділу Інституту електрозварювання імені Є. О. Патона Національної академії наук України                                                                                |
| за роботу «Створення модельного ряду спеціалізованих броньованих машин»                                                            | Кайдалов Руслан Олегович             | доктор технічних наук, заступник начальника Національної академії Національної гвардії України, полковник                                                                                                 |
| за роботу «Створення модельного ряду спеціалізованих броньованих машин»                                                            | Висоцький Олег Миколайович           | кандидат фізико-математичних наук, генеральний директор Приватного акціонерного товариства «Науково-виробниче об'єднання „ПРАКТИКА“»                                                                      |
| за роботу «Створення модельного ряду спеціалізованих броньованих машин»                                                            | Кривий Віктор Іванович               | кандидат технічних наук, заступник директора Приватного акціонерного товариства «Науково-виробниче об'єднання „ПРАКТИКА“»                                                                                 |
| за роботу «Створення модельного ряду спеціалізованих броньованих машин»                                                            | Захаревич Дмитро Миколайович         | заступник директора Приватного акціонерного товариства «Науково-виробниче об'єднання „ПРАКТИКА“» |
| за роботу «Металеві, металокерамічні та керамічні матеріали і вироби з них для озброєння, військової техніки та енергетики»        | МАРКОВСЬКИЙ Павло Євгенович          | доктор технічних наук, старший науковий співробітник, завідувач відділу ІМФ ім. Г.В. Курдюмова НАН України                                                                                                |
| за роботу «Металеві, металокерамічні та керамічні матеріали і вироби з них для озброєння, військової техніки та енергетики»        | САВВАКІН Дмитро Георгійович          | доктор фізико-математичних наук, старший науковий співробітник, провідний науковий співробітник Інституту металофізики ім. Г.В. Курдюмова НАН України                                                     |
| за роботу «Металеві, металокерамічні та керамічні матеріали і вироби з них для озброєння, військової техніки та енергетики»        | БЕВЗ Віталій Петрович                | кандидат фізико-математичних наук, заступник директора з науково-технічної роботи ІМФ ім. Г.В. Курдюмова НАН України                                                                                      |
| за роботу «Металеві, металокерамічні та керамічні матеріали і вироби з них для озброєння, військової техніки та енергетики»        | НОСЕНКО Антон Вікторович             | кандидат фізико-математичних наук, старший науковий співробітник ІМФ ім. Г.В. Курдюмова НАН України |
| за роботу «Металеві, металокерамічні та керамічні матеріали і вироби з них для озброєння, військової техніки та енергетики»        | БАГЛЮК Геннадій Анатолійович         | чл.-к. НАН України, доктор технічних наук, в.о. директора ІПМ ім. І. М. Францевича НАН України |
| за роботу «Металеві, металокерамічні та керамічні матеріали і вироби з них для озброєння, військової техніки та енергетики»        | ГРИГОРЬЄВ Олег Миколайович           | чл.-к. НАН України, доктор фізико-математичних наук, головний науковий співробітник ІПМ ім. І. М. Францевича НАН України                                                                                  |
| за роботу «Металеві, металокерамічні та керамічні матеріали і вироби з них для озброєння, військової техніки та енергетики»        | БЕРЕЗОС Володимир Олександрович      | доктор технічних наук, провідний науковий співробітник Інституту електрозварювання ім. Є.О. Патона НАН України                                                                                            |
| за роботу «Металеві, металокерамічні та керамічні матеріали і вироби з них для озброєння, військової техніки та енергетики»        | КОВАЛЬЧУК Дмитро Вікторович          | директор ПрАТ «НВО «Червона хвиля» |
| |                                      | |
| за роботу «Мультимодальні технології в торако-абдомінальній хірургії в умовах сучасної війни»                                      | СИДЮК Андрій Володимирович           | доктор медичних наук, професор, заступник генерального директора з онкології Національного наукового центру хірургії та трансплантології імені О.О. Шалімова НАМН України                                 |
| за роботу «Мультимодальні технології в торако-абдомінальній хірургії в умовах сучасної війни»                                      | ТИВОНЧУК Олександр Степанович        | доктор медичних наук, професор, головний науковий співробітник Національного наукового центру хірургії та трансплантології імені О.О. Шалімова НАМН України                                               |
| за роботу «Мультимодальні технології в торако-абдомінальній хірургії в умовах сучасної війни»                                      | ГРИНЕНКО Олександр Валентинович      | кандидат медичних наук, завідувач відділу трансплантації та хірургії печінки Національного наукового центру хірургії та трансплантології імені О.О. Шалімова НАМН України                                 |
| за роботу «Мультимодальні технології в торако-абдомінальній хірургії в умовах сучасної війни»                                      | СИДЮК Олена Євгенівна                | доктор медичних наук, старший дослідник, завідувач відділу анестезіології та інтенсивної терапії Національного наукового центру хірургії та трансплантології імені О.О. Шалімова НАМН України             |
| за роботу «Мультимодальні технології в торако-абдомінальній хірургії в умовах сучасної війни»                                      | МАКАРОВ Віталій Володимирович        | доктор медичних наук, професор, завідувач кафедри хірургії №4 Харківського національного медичного університету                                                                                           |
| за роботу «Мультимодальні технології в торако-абдомінальній хірургії в умовах сучасної війни»                                      | ХОРОШУН Едуард Миколайович           | кандидат медичних наук, начальник Військово-медичного клінічного центру Північного регіону Командування медичних сил Збройних сил України, полковник медичної служби                                      |
| за роботу «Мультимодальні технології в торако-абдомінальній хірургії в умовах сучасної війни»                                      | ШИПІЛОВ Сергій Анатолійович          | кандидат медичних наук, заступник начальника Військово-медичного клінічного центру Північного регіону Командування медичних сил Збройних сил України, полковник медичної служби                           |
| за роботу «Мультимодальні технології в торако-абдомінальній хірургії в умовах сучасної війни»                                      | ТЕРТИШНИЙ Сергій Володимирович       | кандидат медичних наук, начальник відділення хірургічної інфекції Військово-медичного клінічного центру Південного регіону Командування медичних сил Збройних сил України, підполковник медичної служби   |
| |                                      | |
| за роботу «Інноваційні основи відновлення ґрунтів і зрошення в умовах війни та миру»                                               | БАЛЮК Святослав Антонович            | доктор сільськогосподарських наук, в. о. директора Національного наукового центру «Інститут ґрунтознавства та агрохімії імені О. Н. Соколовського»                                                        |
| за роботу «Інноваційні основи відновлення ґрунтів і зрошення в умовах війни та миру»                                               | БОГАЄНКО Всеволод Олександрович      | кандидат технічних наук, старший науковий співробітник Інституту кібернетики імені В. М. Глушкова НАН України                                                                                             |
| за роботу «Інноваційні основи відновлення ґрунтів і зрошення в умовах війни та миру»                                               | КУЧЕР Анатолій Васильович            | доктор економічних наук, головний науковий співробітник Національного наукового центру «Інститут ґрунтознавства та агрохімії імені О. Н. Соколовського»                                                   |
| за роботу «Інноваційні основи відновлення ґрунтів і зрошення в умовах війни та миру»                                               | РОМАЩЕНКО Михайло Іванович           | доктор технічних наук, радник дирекції Інституту водних проблем і меліорації НААН |
| за роботу «Інноваційні основи відновлення ґрунтів і зрошення в умовах війни та миру»                                               | СОЛОВЕЙ Вадим Борисович              | кандидат сільськогосподарських наук, завідувач відділу Національного наукового центру «Інститут ґрунтознавства та агрохімії імені О. Н. Соколовського»                                                    |
| за роботу «Інноваційні основи відновлення ґрунтів і зрошення в умовах війни та миру»                                               | СОЛОХА Максим Олександрович          | доктор сільськогосподарських наук, завідувач лабораторії Національного наукового центру «Інститут ґрунтознавства та агрохімії імені О. Н. Соколовського»                                                  |
| за роботу «Інноваційні основи відновлення ґрунтів і зрошення в умовах війни та миру»                                               | ТИТОВА Людмила В’ячеславівна         | кандидат біологічних наук, старший науковий співробітник Інституту мікробіології і вірусології імені Д. К. Заболотного НАН України                                                                        |
| за роботу «Інноваційні основи відновлення ґрунтів і зрошення в умовах війни та миру»                                               | ШАТКОВСЬКИЙ Андрій Петрович          | доктор сільськогосподарських наук, заступник директора з наукової роботи Інституту водних проблем і меліорації НААН                                                                                       |
| |                                      | |
| за роботу «Комплекси утилізації органічних відходів як елемент розподіленої генерації у воєнний час»                               | Жук Геннадій Віліорович              | член-кореспондент НАН України, доктор технічних наук, професор, директор Інституту газу Національної академії наук України                                                                                |
| за роботу «Комплекси утилізації органічних відходів як елемент розподіленої генерації у воєнний час»                               | Вербовський Валерій Степанович       | кандидат технічних наук, науковий співробітник Інституту газу НАН України |
| за роботу «Комплекси утилізації органічних відходів як елемент розподіленої генерації у воєнний час»                               | Крушневич Сергій Петрович            | кандидат технічних наук, старший науковий співробітник відділу газових технологій Інституту газу Національної академії наук України                                                                       |
| за роботу «Комплекси утилізації органічних відходів як елемент розподіленої генерації у воєнний час»                               | Іванов Юрій Вікторович               | науковий співробітник Інституту газу НАН України |
| за роботу «Комплекси утилізації органічних відходів як елемент розподіленої генерації у воєнний час»                               | Кубенко Станіслав Борисович          | науковий співробітник Інституту газу НАН України |
| за роботу «Комплекси утилізації органічних відходів як елемент розподіленої генерації у воєнний час»                               | Таширев Олександр Борисович          | доктор технічних наук, професор, завідувач відділу Інституту мікробіології і вірусології ім. Д.К.Заболотного НАН України                                                                                  |
| за роботу «Комплекси утилізації органічних відходів як елемент розподіленої генерації у воєнний час»                               | Говоруха Віра Михайлівна             | кандидат біологічних наук, старший науковий співробітник Інституту мікробіології і вірусології ім. Д.К.Заболотного НАН України                                                                            |
| за роботу «Комплекси утилізації органічних відходів як елемент розподіленої генерації у воєнний час»                               | Коміссаренко Дмитро Анатолійович     | кандидат економічних наук, генеральний директор ТОВ «Міжнародний центр газових технологій» |
| |                                      | |
| за роботу «Методологія синтезу моделей інтелектуальних систем управління та безпеки об'єктів критичної інфраструктури»             | ЄВСЕЄВ Сергій Петрович               | доктор технічних наук, професор, завідувач кафедри кібербезпеки НТУ «ХПІ» |
| за роботу «Методологія синтезу моделей інтелектуальних систем управління та безпеки об'єктів критичної інфраструктури»             | ЗАКОВОРОТНИЙ Олександр Юрійович      | доктор технічних наук, професор, завідувач кафедри комп’ютерної інженерії та програмування НТУ «ХПІ» |
| за роботу «Методологія синтезу моделей інтелектуальних систем управління та безпеки об'єктів критичної інфраструктури»             | МІЛОВ Олександр Володимирович        | доктор технічних наук, професор, професор кафедри кібербезпеки НТУ «ХПІ» |
| за роботу «Методологія синтезу моделей інтелектуальних систем управління та безпеки об'єктів критичної інфраструктури»             | КУЧУК Георгій Анатолійович           | доктор технічних наук, професор, професор кафедри комп’ютерної інженерії та програмування НТУ «ХПІ» |
| за роботу «Методологія синтезу моделей інтелектуальних систем управління та безпеки об'єктів критичної інфраструктури»             | ГАЛУЗА Олексій Анатолійович          | доктор фізико-математичних наук, професор, професор кафедри комп’ютерної математики та аналізу даних НТУ «ХПІ»                                                                                            |
| за роботу «Методологія синтезу моделей інтелектуальних систем управління та безпеки об'єктів критичної інфраструктури»             | КОВАЛЬ Михайло Володимирович         | доктор військових наук, начальник Національного університету оборони України, генерал-полковник |
| за роботу «Методологія синтезу моделей інтелектуальних систем управління та безпеки об'єктів критичної інфраструктури»             | ВОЙТКО Олександр Володимирович       | кандидат військових наук, доцент, начальник Інституту стратегічних комунікацій Національного університету оборони України, полковник                                                                      |
| за роботу «Методологія синтезу моделей інтелектуальних систем управління та безпеки об'єктів критичної інфраструктури»             | ГРИЩУК Руслан Валентинович           | доктор технічних наук, професор, заступник начальника Військової академії (м. Одеса), полковник |
| |                                      | |
| за роботу «Україна Соборна у боротьбі за державну незалежність 1917—1923 рр.»                                                      | ЦЕПЕНДА Ігор Євгенович               | доктор політичних наук, професор, ректор Прикарпатського національного університету ім. В. Стефаника |
| за роботу «Україна Соборна у боротьбі за державну незалежність 1917—1923 рр.»                                                      | КУГУТЯК Микола Васильович            | доктор історичних наук, професор, професор кафедри етнології і археології факультету історії, політології і міжнародних відносин Прикарпатського національного університету ім. В. Стефаника              |
| за роботу «Україна Соборна у боротьбі за державну незалежність 1917—1923 рр.»                                                      | ВЕЛИКОЧИЙ Володимир Степанович       | доктор історичних наук, професор, декан факультету туризму Прикарпатського національного університету ім. В. Стефаника                                                                                    |
| за роботу «Україна Соборна у боротьбі за державну незалежність 1917—1923 рр.»                                                      | ВІТЕНКО Микола Дмитрович             | кандидат історичних наук, доцент, директор Навчально-наукового центру дослідження українського національно-визвольного руху імені О. Карпенка Прикарпатського національного університету ім. В. Стефаника |
| за роботу «Україна Соборна у боротьбі за державну незалежність 1917—1923 рр.»                                                      | ДОБРЖАНСЬКИЙ Олександр Володимирович | доктор історичних наук, професор, декан факультету історії, політології та міжнародних відносин Чернівецького національного університету ім. Ю. Федьковича                                                |
| за роботу «Україна Соборна у боротьбі за державну незалежність 1917—1923 рр.»                                                      | ЛИТВИН Микола Романович              | доктор історичних наук, професор, завідувач відділу «Центр дослідження українсько-польських відносин» Інституту українознавства ім. І. Крип’якевича                                                       |
| за роботу «Україна Соборна у боротьбі за державну незалежність 1917—1923 рр.»                                                      | СОЛЯР Ігор Ярославович               | доктор історичних наук, професор, директор Інституту українознавства ім. І. Крип’якевича |
| за роботу «Україна Соборна у боротьбі за державну незалежність 1917—1923 рр.»                                                      | ПАВЛИШИН Олег Йосифович              | кандидат історичних наук, доцент кафедри новітньої історії України ім. М.Грушевського Львівського національного університету ім. І. Франка                                                                |
| |                                      | |
| за роботу «Визначення фізичних характеристик електродинамічних структур різного призначення методами мікрохвильової спектроскопії» | АВЕРКОВ Юрій Олегович                | доктор фізико-математичних наук, завідувач відділу Інституту радіофізики та електроніки ім. О.Я. Усикова НАН України                                                                                      |
| за роботу «Визначення фізичних характеристик електродинамічних структур різного призначення методами мікрохвильової спектроскопії» | БАРАННИК Олександр Анатолійович      | доктор фізико-математичних наук, старший науковий співробітник Інституту радіофізики та електроніки ім. О.Я. Усикова НАН України                                                                          |
| за роботу «Визначення фізичних характеристик електродинамічних структур різного призначення методами мікрохвильової спектроскопії» | ГУБІН Олексій Іванович               | кандидат фізико-математичних наук, старший науковий співробітник Інституту радіофізики та електроніки ім. О.Я. Усикова НАН України                                                                        |
| за роботу «Визначення фізичних характеристик електродинамічних структур різного призначення методами мікрохвильової спектроскопії» | ЛАВРИНОВИЧ Олександр Антонович       | кандидат фізико-математичних наук, старший науковий співробітник Інституту радіофізики та електроніки ім. О.Я. Усикова НАН України                                                                        |
| за роботу «Визначення фізичних характеристик електродинамічних структур різного призначення методами мікрохвильової спектроскопії» | ПРОКОПЕНКО Юрій Володимирович        | доктор фізико-математичних наук, провідний науковий співробітник Інституту радіофізики та електроніки ім. О.Я. Усикова НАН України                                                                        |
| за роботу «Визначення фізичних характеристик електродинамічних структур різного призначення методами мікрохвильової спектроскопії» | ЧЕРПАК Микола Тимофійович            | доктор фізико-математичних наук, головний науковий співробітник Інституту радіофізики та електроніки ім. О.Я. Усикова НАН України                                                                         |
| за роботу «Визначення фізичних характеристик електродинамічних структур різного призначення методами мікрохвильової спектроскопії» | ШКЛОВСЬКИЙ Валерій Олександрович     | доктор фізико-математичних наук, в.о. завідувача кафедри Харківського національного університету ім. В.Н. Каразіна                                                                                        |
| за роботу «Визначення фізичних характеристик електродинамічних структур різного призначення методами мікрохвильової спектроскопії» | ЯКОВЕНКО Володимир Мефодійович       | доктор фізико-математичних наук, академік НАН України, головний науковий співробітник Інституту радіофізики та електроніки ім. О.Я. Усикова НАН України                                                   |
| |                                      | |